# 吉田次郎 (実業家)
吉田 次郎（よしだ じろう、1930年4月3日 -  ）は、日本の地方公務員、経営者。神奈川県総務部長、テレビ神奈川社長を務めた。神奈川県横浜市出身。勲四等瑞宝章受章。

## 来歴・人物
1954年に東京都立大学人文学部を卒業し、同年に神奈川県庁に入庁。総務部長、湘南国際村専務を経て、1994年6月にテレビ神奈川社長に就任し、1998年6月までに務めた。2000年春の叙勲で勲四等瑞宝章を受章。